# Eudendrium racemosum
Eudendrium racemosum is een hydroïdpoliep uit de familie Eudendriidae. De poliep komt uit het geslacht Eudendrium. Eudendrium racemosum werd in 1785 voor het eerst wetenschappelijk beschreven door Cavolini. 